# 協材興業
協材興業株式会社（きょうざいこうぎょう、英文名：Kyozaikohgyo Co.LTD.）は、日本国内発生スケールの約70%以上を取扱う国内最大手のスケールリサイクル企業である。

## 沿革
- 1951年（昭和26年） 協材興業株式会社創立。本社（大阪）・大阪事業所・姫路出張所を開設。富士製鐵（現・日本製鉄）広畑製鐵所のスケール使用開始時における最初のスケール専門直納問屋に指定される。
- 1955年（昭和30年） 東海市北部企業団地内に名古屋出張所開設（現・名古屋事業所）。中部地区発生スケールを一手に取扱集荷並びに販売。
- 1963年（昭和38年） 富士製鐵、川崎製鉄（現・JFEスチール）、住友金属工業等高炉各社のスケール直納問屋に指定されスケール事業を全国展開する。
- 1964年（昭和39年） 東海製鐵（現・日本製鉄）名古屋製鐵所構内にスケール処理工場新設。
- 1969年（昭和44年） 名古屋事業所に造塊スラグ処理工場新設。
- 1971年（昭和46年） 新日本製鐵（現・日本製鉄）大分製鐵所構内に大分作業所を開設（現・大分事業所）。スケール選別並びに蛍石破砕作業を開始。
- 1972年（昭和47年） 大同特殊鋼知多工場構内にスケール処理工場新設。
- 1975年（昭和50年） 本社を東京に移転、東京営業所を開設。
- 1976年（昭和51年） 新日本製鐵（現・日本製鉄）名古屋製鐵所構内に転炉スラグ処理工場新設。スラグ砕石一手販売。
- 1980年（昭和55年） 新日本製鐵（現・日本製鉄）君津製鐵所構内に君津事業所開設。スラジ類の乾燥作業所を設置。ショベルローダーによる作業開始。
- 1987年（昭和62年） 協材興業株式会社を事業部門別に分社化。スケール事業部門を協材興業株式会社スラグ事業部門を協材砕石株式会社に分社する。
- 1990年（平成2年） 新日本製鐵（現・日本製鉄）堺製鐵所の高炉休止に伴い同所構内に堺事業所開設。スケール選別処理並びに販売開始。
- 1993年（平成5年） 新日本製鐵（現・日本製鉄）室蘭製鐵所構内に室蘭事業所開設。北海道内全発生スケールを取扱う。北海製鐵へ納入。
- 2001年（平成13年） 新日本製鐵（現・日本製鉄）広畑製鐵所構内に広畑事業所開設。物流合理化の一環として構内に於いて選別処理販売体制を確立。現業を開始。
- 2007年（平成19年）10月　新日本製鐵（現・日本製鉄）大分製鐵所構内に製鋼溶剤ラインを開設

　　　　　　　　　　　　　　 実験プラント／サンプル品製造・出荷開始
- 2009年（平成21年） 8月　大阪事業所にて、ISO9001:2008を取得（登録番号 4086）
- 2010年（平成22年） 6月　北陸地区（新潟・富山）にスケール集荷基地を開設
- 2013年（平成25年）10月　北九州地区（若松）にスケール集荷基地を開設
- 2014年（平成26年） 2月　和歌山営業所を開設
- 2019年（平成31年）3月　和歌山営業所を大阪事業所に統合